# Fakulta informatiky a managementu Univerzity Hradec Králové
Fakulta informatiky a managementu Univerzity Hradec Králové (FIM UHK) je jednou ze čtyř součástí Univerzity Hradec Králové. V roce 2000 se transformovala z původní Fakulty řízení a informační technologie působící od roku 1993.
Fakulta zajišťuje výuku a spolupráci s praxí, udržuje partnerství s mezinárodními institucemi, podílí se také na výzkumu v oblasti informačních technologií a managementu. Od května 2008 sídlí v kampusu Na Soutoku. Na fakultě studuje v současnosti[kdy?] 1600 studentů. 

## Součásti fakulty
- Katedra aplikované lingvistiky
  - vedoucí: doc. PhDr. Blanka Klímová, M.A., Ph.D.
- Katedra ekonomie
  - vedoucí: doc. Ing. Václav Janeček, CSc.
- Katedra managementu
  - vedoucí: doc. Ing. Marcela Sokolová, Ph.D.
- Katedra rekreologie a cestovního ruchu
  - vedoucí: Mgr. Petr Hruša, Ph.D.
- Katedra informatiky a kvantitativních metod
  - vedoucí: doc. RNDr. Pavel Pražák, Ph.D.
- Katedra informačních technologií
  - vedoucí: prof. Ing. Vladimír Bureš, Ph.D.
- Institut dalšího vzdělávání FIM
  - vedoucí: Helena Holubičková
- Institut moderních informačních technologií
  - vedoucí: Ing. Karel Šrámek, Ph.D.
- Centrum základního a aplikovaného výzkumu
  - vedoucí: prof. Ing. Ondřej Krejcar, Ph.D.

## Slavnostní píseň
Slavnostní píseň byla poprvé přednesena u příležitosti 25. výročí založení fakulty Spolkem přátel zpěvu FIM UHK. Text je každoročně upravován tak, aby odpovídal aktuálnímu výročí. Autorem nápěvu je Boguslav Zabinski.

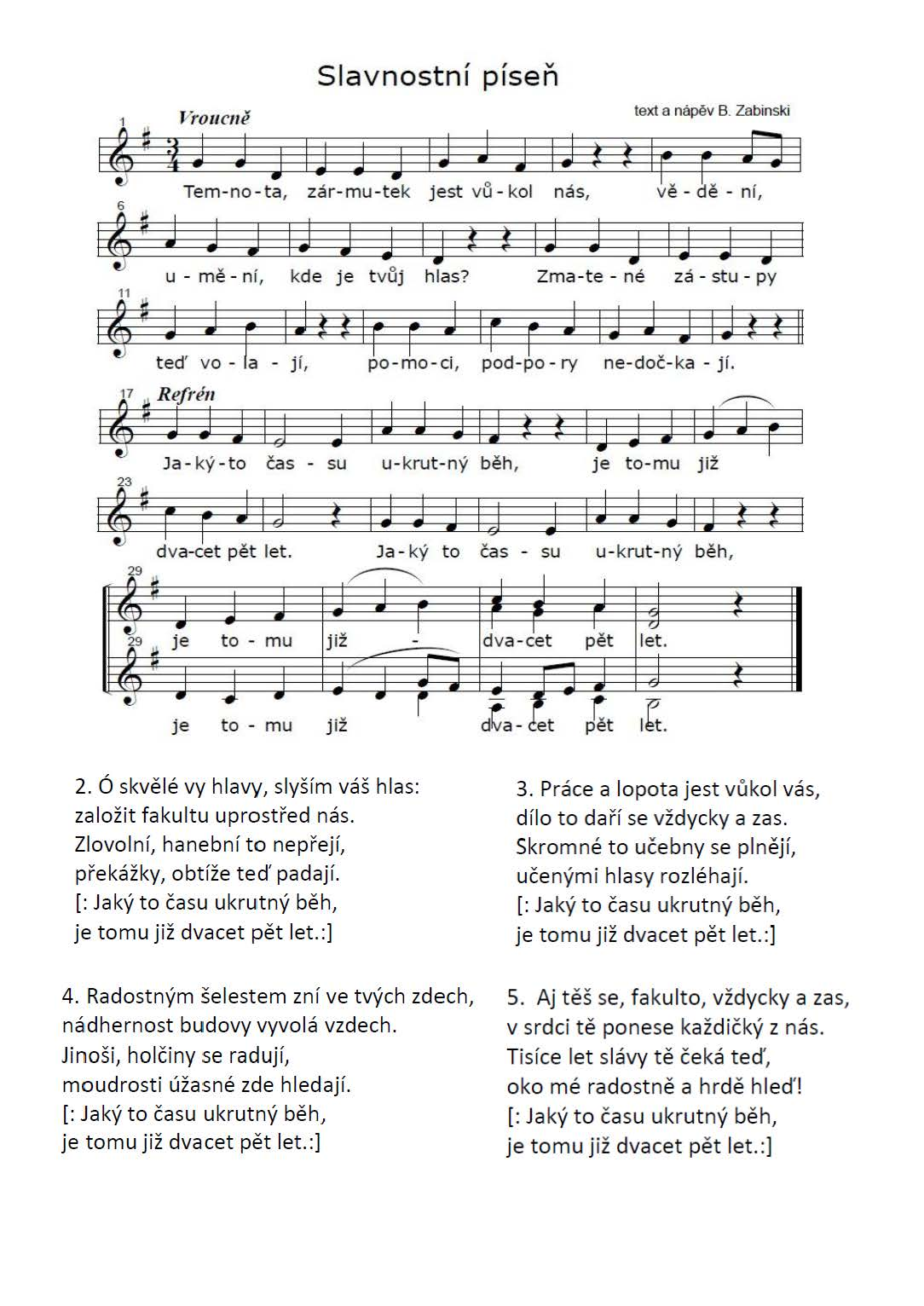
Slavnostní píseň FIM UHK

Temnota, zármutek jest vůkol nás, vědění,
umění, kde je tvůj hlas? Zmatené zástupy
teď volají, pomoci, podpory nedočkají.
Jaký to času ukrutný běh, je tomu již
dvacet pět let. Jaký to času ukrutný běh,
je tomu již dvacet pět let. 
Je tomu již dvacet pět let.

## Studijní programy a obory
Fakulta informatiky a managementu nabízí:
- bakalářské studijní obory v prezenční i kombinované formě studia:
  - Aplikovaná informatika
  - Ekonomika a management
  - Informační management
  - Management cestovního ruchu
- bakalářské studijní obory pouze v prezenční formě studia:
  - Informační a síťová bezpečnost
- navazující magisterské obory v prezenční i kombinované formě studia:
  - Aplikovaná informatika
  - Informační management
- doktorské studijní obory v prezenční i kombinované formě studia:
  - Aplikovaná informatika
  - Informační a znalostní management